# Nicolò Barabino
Nicolò Barabino (Sampierdarena, quartier de Gênes, 13 juin 1832 - Florence, 19 octobre 1891) est un peintre et un mosaïste italien du XIXe siècle de l'école florentine qui a été aussi actif à Gênes, sa ville d'origine.

## Biographie

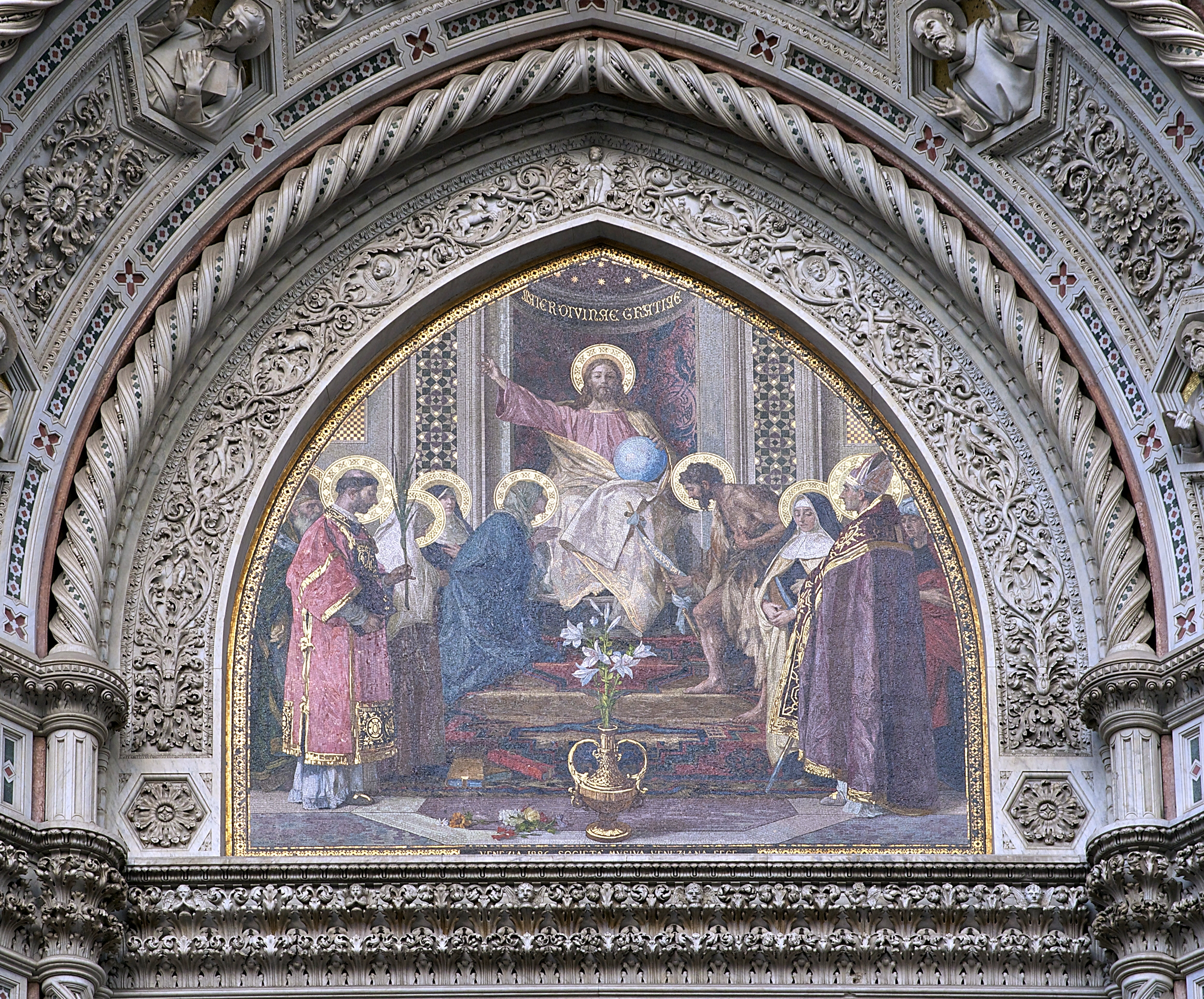
Cristo in trono con Maria e San Giovanni Battista, mosaïque du tympan du portail central du Duomo de Florence

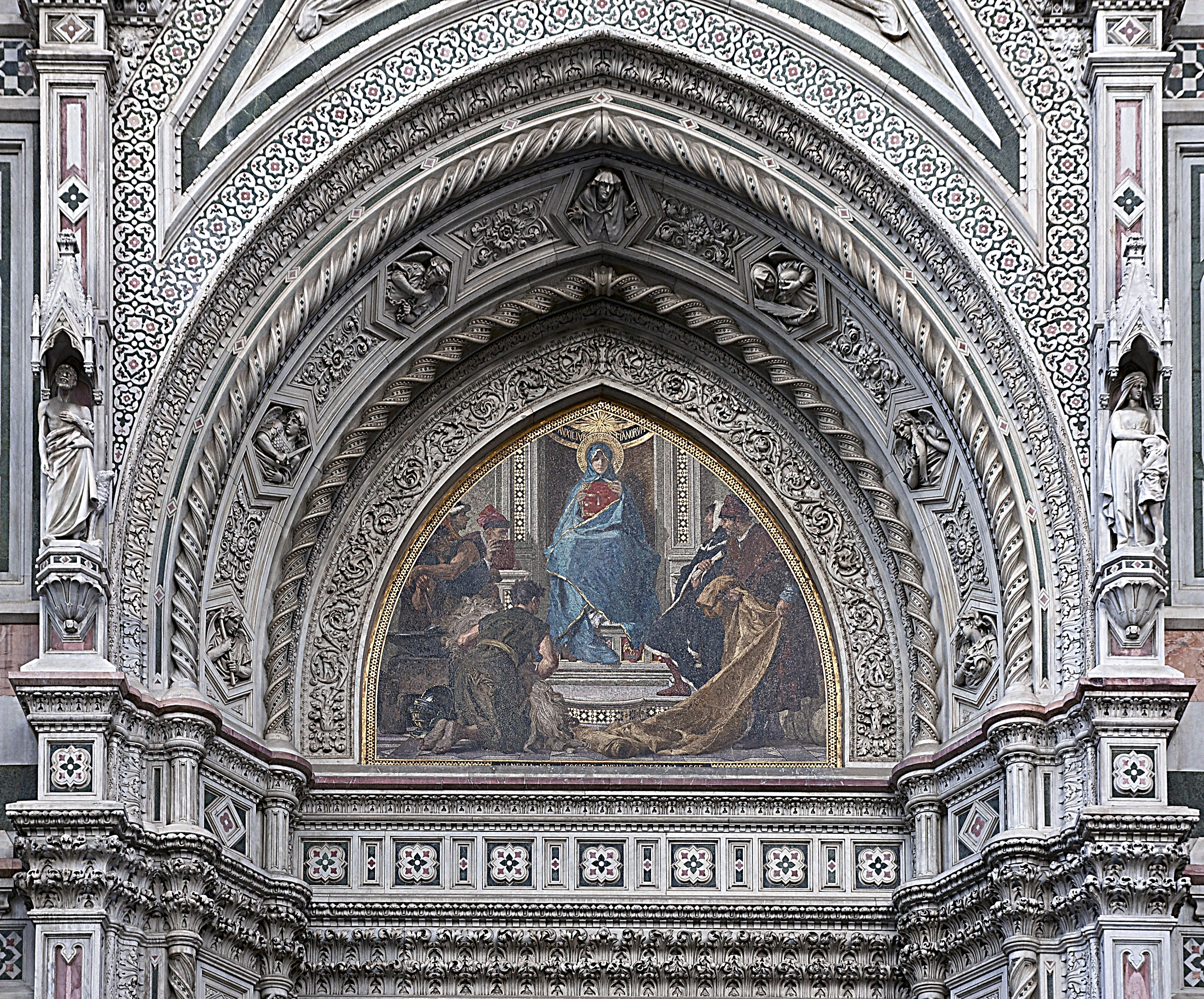
Artigiani, mercanti e umanisti fiorentini rendono omaggio alla Vergine, mosaïque du portail droit du Duomo de Florence

Nicolò Barabino commence ses études artistiques avec Giuseppe Isola à l'Accademia ligustica di Belle Arti de Gênes en compagnie de  Maurizio Dufour (avec lequel il resta toujours en contact).
Il expose entre 1850 et  1851 à la Società Promotrice di Belle Arti di Genova, la peinture  Agar nel deserto e Rinaldo e Amnida.
Il remporte une bourse d'études de Durazzo pour étudier à Rome puis à l'Académie de Beaux arts de Florence (1857), où son style s'affirme.
Il devient président du Circolo Artistico et reçoit de nombreuses commissions en Italie et à l'étranger : dans les églises du bord de la mer Ligure (Sampierdarena, de Santa Margherita Ligure, Sestri Levante, Rapallo, Camogli), en France, Espagne, en  Belgique et aux Pays-Bas.
Il peint surtout  à fresque dans de grandes dimensions et à sujet historique ou à sujet religieux, selon  la mode de l'époque.
Retourné à Florence, il participe à la décoration de la nouvelle façade de Santa Maria del Fiore, en dessinant les cartons pour les mosaïques des tympans des portails.

## Œuvres
- La Carità fra i fondatori delle istituzioni filantropiche fiorentine, mosaïque du portail gauche de la cathédrale Santa Maria del Fiore, ou Duomo de Florence.
- Cristo in trono con Maria e San Giovanni Battista, mosaïque du portail central du Duomo de Florence
- Artigiani, mercanti e umanisti fiorentini rendono omaggio alla Vergine, mosaïque du portail droit du  Duomo de Florence
- Le procès de Galilée en 1633
- Madonna della Primavera, étude
- La munificenza
- Vierge de l'Annonciation,
- À Gênes :
  - à San Martino e San Gaetano, ou il collabora avec   son ami Maurizio Dufour (église reconstruite après le bombardement allié de la Seconde Guerre mondiale).
  - Apparition de la Vierge, fresque de l'abside, Santuario di Nostra Signora di Montallegro, Rapallo
  - Fresques, Chiesa di Santa Maria Immacolata,
  - Aménagement de la Piazza De Ferrari
  - Fresques de la voûte, Basilica di Santa Maria Assunta, Camogli
  - Gli ultimi momenti di Carlo Emanuele I di Savoia, ante 1891, musée Nervi

## Hommages
- Statue de bronze du sculpteur Augusto Rivalta sur une place de Gênes à  Sampierdarena (son quartier natal).
- École d'Art Liceo Artistico Nicolò Barabino à Gênes
- Plaque commémorative au 20 du Piazzale Donatello, à Florence

## Sources
- (it) Cet article est partiellement ou en totalité issu de l’article de Wikipédia en italien intitulé « Nicolò Barabino » (voir la liste des auteurs).